# Laliderer Bach
Le Laliderer Bach est un ruisseau de montagne dans le Tyrol, qui traverse la Laliderer Tal dans le massif des Karwendel.
Sa source se situe au pied du Lalidersalm, coule vers le nord, avant de se jeter dans la Rißbach dans la Rißtal.

## Source de la traduction
- (de) Cet article est partiellement ou en totalité issu de l’article de Wikipédia en allemand intitulé « Laliderer Bach » (voir la liste des auteurs).